# Eleições estaduais em São Paulo em 1958
As eleições estaduais em São Paulo em 1958 ocorreram em 3 de outubro como parte das eleições gerais no Distrito Federal, em 20 estados e nos territórios federais do Acre, Amapá, Rondônia e Roraima. Nesse dia foram eleitos o governador Carvalho Pinto, o vice-governador Porfírio da Paz, o senador Mário Calazans, além de 44 deputados federais e 91 estaduais.
Sobrinho-neto do presidente Rodrigues Alves, o advogado Carvalho Pinto nasceu em São Paulo e formou-se em 1931 pela Universidade de São Paulo. No ano seguinte prestou serviços para a Sociedade de Estudos Políticos, antecessora da Ação Integralista Brasileira fundada por Plínio Salgado. Durante o Estado Novo foi assessor jurídico da prefeitura de São Paulo na administração Prestes Maia. Nomeado secretário de Finanças quando Jânio Quadros assumiu a prefeitura paulistana, ocupou a Secretaria de Fazenda após a vitória do referido político na eleição para governador de São Paulo em 1954. Filiado ao PDC, Carvalho Pinto venceu a disputa para o governo paulista em 1958 sob um percentual recorde o qual seria derrubado apenas em 1990.
Por terem apresentado mais de um candidato a vice-governador, os partidos que apoiaram Carvalho Pinto acabaram por permitir que o general Porfírio da Paz mativesse a titularidade do cargo. Professor do Liceu Coração de Jesus, ele é natural de Araxá e estudou na Faculdade de Farmácia e Odontologia da Universidade de São Paulo. Membro do Corpo de Saúde do Exército Brasileiro, onde ingressou como segundo-tenente, residiu por algum tempo no Rio de Janeiro. Preso e expulso das Forças Armadas por sua participação na Revolução Constitucionalista de 1932, foi reintegrado graças à concessão de uma anistia e serviu na Base Aérea de Natal no curso da participação brasileira na Segunda Guerra Mundial, entretanto tornou-se mais conhecido por ser um dos fundadores do São Paulo Futebol Clube. Sua carreira política começou após o Estado Novo e assim Porfírio da Paz foi eleito deputado estadual via PTB em 1947 e 1950. Ao lado de Jânio Quadros, foi eleito vice-prefeito de São Paulo pelo PDC em 1953 e vice-governador do estado pelo PTN em 1954. Apesar de proibida a reeleição para cargos executivos, tal regra, aparentemente, vigia apenas em relação aos titulares das chapas. Graças a isso Porfírio da Paz foi reeleito vice-governador em 1958 quando já havia regressado ao PTB e era integrante da chapa de Ademar de Barros.
Natural de Paraibuna, o sacerdote Benedito Mário Calazans estudou no Seminário Diocesano de Taubaté onde se graduou em Filosofia e Teologia recebendo ordenação em dezembro de 1934. Cinco anos depois regressou de Roma onde obteve o Doutorado na Pontifícia Universidade Gregoriana. Vigário coadjutor em cidades do Vale do Paraíba, foi capelão da Força Aérea Brasileira, professor da Escola de Cadetes da Polícia Militar de São Paulo, onde lecionou Ética, e atuou no magistério em outras instituições. Filiado à UDN, elegeu-se deputado estadual em 1950 e 1954 e senador em 1958.

## Resultado da eleição para governador
Foram apurados 2.587.805 votos nominais (95,77%), 46.029 votos em branco (1,71%) e 68.178 votos nulos (2,52%), resultando no comparecimento de 2.702.012 eleitores.
| Candidatos a governador do estado | Candidatos a vice-governador | Número | Partido/Coligação      | Votação   | Percentual |
| --------------------------------- | ---------------------------- | ------ | ---------------------- | --------- | ---------- |
| Carvalho Pinto PDC                | Ver abaixo -                 | -      | PDC, UDN, PTN, PR, PSB | 1.312.017 | 50,70%     |
| Ademar de Barros PSP              | Ver abaixo -                 | -      | PSP, PTB               | 1.105.161 | 42,71%     |
| Auro de Moura Andrade PST         | Ver abaixo -                 | -      | PST (sem coligação)    | 170.627   | 6,59%      |

## Resultado da eleição para vice-governador
Foram apurados 2.340.287 votos nominais (86,61%), 299.470 votos em branco (11,08%) e 62.255 votos nulos (2,31%), resultando no comparecimento de 2.702.012 eleitores.
| Candidatos a vice-governador | Candidatos a governador do estado | Número | Partido/Coligação   | Votação | Percentual |
| ---------------------------- | --------------------------------- | ------ | ------------------- | ------- | ---------- |
| Porfírio da Paz PTB          | Ver acima -                       | -      | PTN, PTB            | 880.045 | 37,61%     |
| Cid Franco PSB               | Ver acima -                       | -      | PSB (sem coligação) | 619.703 | 26,48%     |
| Queiroz Filho PDC            | Ver acima -                       | -      | PDC (sem coligação) | 446.340 | 19,07%     |
| Pedro Geraldo Costa PST      | Ver abaixo -                      | -      | PST (sem coligação) | 394.199 | 16,84%     |

## Resultado da eleição para senador
Foram apurados 2.187.466 votos nominais (80,96%), 457.826 votos em branco (16,94%) e 56.720 votos nulos (2,10%), resultando no comparecimento de 2.702.012 eleitores.
| Candidatos a senador da República | Primeiro suplente de senador | Número | Partido/Coligação   | Votação | Percentual |
| --------------------------------- | ---------------------------- | ------ | ------------------- | ------- | ---------- |
| Mário Calazans UDN                | Ver abaixo -                 | -      | UDN, PR             | 982.536 | 44,92%     |
| Frota Moreira PTB                 | Ver abaixo -                 | -      | PTB, PSP            | 835.534 | 38,19%     |
| Castilho Cabral PTN               | Ver abaixo -                 | -      | PTN (sem coligação) | 245.872 | 11,24%     |
| Acrísio Moreira PST               | Ver abaixo -                 | -      | PST (sem coligação) | 123.524 | 5,65%      |

## Resultado da eleição para suplente de senador
Foram apurados 1.658.523 votos nominais (61,38%), 951.954 votos em branco (35,23%) e 91.535 votos nulos (3,39%), resultando no comparecimento de 2.702.012 eleitores.
| Primeiro suplente de senador      | Candidatos a senador da República | Número | Partido/Coligação   | Votação | Percentual |
| --------------------------------- | --------------------------------- | ------ | ------------------- | ------- | ---------- |
| Artur Audrá PSP                   | Ver acima -                       | -      | PTB, PSP            | 748.312 | 45,12%     |
| Francisco Glicério de Freitas UDN | Ver acima -                       | -      | UDN, PR             | 599.942 | 36,17%     |
| Walter Nério Moreira da Costa PST | Ver acima -                       | -      | PST (sem coligação) | 189.539 | 11,43%     |
| Fock Simão PTN                    | Ver abaixo -                      | -      | PTN (sem coligação) | 120.730 | 7,28%      |

## Deputados federais eleitos
São relacionados os candidatos eleitos com informações complementares da Câmara dos Deputados. Foram apurados 2.465.370 votos válidos (91,24%), 166.457 votos em branco (6,16%) e 70.185 votos nulos (2,60%) resultando no comparecimento de 2.702.012 eleitores.

Representação eleita
  PSD: 11
  PTN: 7
  PSP: 6
  PTB: 5
  PDC: 4
  UDN: 4
  PSB: 4
  PR: 1
  PST: 1
  PRT: 1

| Deputados federais eleitos | Partido | Votação | Percentual | Cidade onde nasceu    | Unidade federativa |
| Emilio Carlos              | PTN     | 93.654  | 3,56%      | Catanduva             | São Paulo          |
| Ivete Vargas               | PTB     | 78.063  | 2,97%      | São Borja             | Rio Grande do Sul  |
| Ulysses Guimarães          | PSD     | 72.286  | 2,75%      | Itirapina             | São Paulo          |
| Cunha Bueno                | PSD     | 71.578  | 2,72%      | São Paulo             | São Paulo          |
| Hugo Borghi                | PRT     | 61.665  | 2,34%      | Campinas              | São Paulo          |
| Ranieri Mazzilli           | PSD     | 58.499  | 2,22%      | Caconde               | São Paulo          |
| Carmelo d'Agostino         | PSD     | 57.915  | 2,20%      | São Paulo             | São Paulo          |
| Herbert Levy               | UDN     | 53.660  | 2,04%      | São Paulo             | São Paulo          |
| Henrique Turner            | PSB     | 44.827  | 1,70%      | Cruzeiro              | São Paulo          |
| Yukishigue Tamura          | PSD     | 42.163  | 1,60%      | São Paulo             | São Paulo          |
| Afrânio de Oliveira        | PSB     | 40.020  | 1,52%      | Uberaba               | Minas Gerais       |
| Olavo Fontoura             | PTN     | 38.605  | 1,47%      | Bragança Paulista     | São Paulo          |
| Amaral Furlan              | PSD     | 38.065  | 1,45%      | Sertãozinho           | São Paulo          |
| Paulo de Tarso Santos      | PDC     | 37.528  | 1,43%      | Araxá                 | Minas Gerais       |
| Franco Montoro             | PDC     | 36.646  | 1,39%      | São Paulo             | São Paulo          |
| Carvalho Sobrinho          | PSP     | 34.673  | 1,32%      | Alfenas               | Minas Gerais       |
| Mário Beni                 | PSP     | 32.992  | 1,25%      | São Manuel            | São Paulo          |
| Machado Neto               | PSD     | 32.108  | 1,22%      | São Paulo             | São Paulo          |
| Ruy Novaes                 | PSB     | 31.441  | 1,19%      | Campinas              | São Paulo          |
| João Batista Ramos         | PTB     | 30.447  | 1,16%      | Queluz                | São Paulo          |
| Arnaldo Cerdeira           | PSP     | 30.102  | 1,14%      | Manaus                | Amazonas           |
| José João Abdalla          | PSD     | 29.086  | 1,11%      | Guaratinguetá         | São Paulo          |
| Gualberto Moreira          | PTN     | 28.733  | 1,09%      | Sorocaba              | São Paulo          |
| Horácio Lafer              | PSD     | 28.410  | 1,08%      | São Paulo             | São Paulo          |
| Arlindo José Lello         | PSP     | 28.295  | 1,08%      | [ nota 10 ]           | [ nota 10 ]        |
| Ernesto Pereira Lopes      | UDN     | 27.530  | 1,05%      | São Paulo             | São Paulo          |
| Harry Normanton            | PTN     | 26.259  | 0,99%      | Jundiaí               | São Paulo          |
| Derville Allegretti        | PR      | 25.353  | 0,96%      | Resende               | Rio de Janeiro     |
| Antônio Feliciano          | PSD     | 24.187  | 0,92%      | Paraibuna             | São Paulo          |
| Hamilton Prado             | PTN     | 23.333  | 0,89%      | Rio Claro             | São Paulo          |
| Pacheco Chaves             | PSD     | 22.607  | 0,86%      | São Paulo             | São Paulo          |
| Ortiz Monteiro             | PST     | 21.153  | 0,80%      | São Paulo             | São Paulo          |
| Valdemar Pessoa            | PTN     | 21.123  | 0,80%      | São João da Boa Vista | São Paulo          |
| Ferreira Martins           | PSP     | 20.650  | 0,78%      | Santos                | São Paulo          |
| Luís Francisco             | PSB     | 20.623  | 0,78%      | Cravinhos             | São Paulo          |
| Miguel Leuzzi              | PTN     | 20.520  | 0,78%      | São Paulo             | São Paulo          |
| Paulo Lauro                | PSP     | 19.603  | 0,74%      | Descalvado            | São Paulo          |
| Lauro Cruz                 | UDN     | 19.368  | 0,74%      | Santos                | São Paulo          |
| Geraldo de Carvalho        | PDC     | 18.519  | 0,70%      | Ribeirão Preto        | São Paulo          |
| Nicolau Tuma               | UDN     | 17.537  | 0,67%      | Jundiaí               | São Paulo          |
| Nelson Omegna              | PTB     | 15.361  | 0,58%      | Niterói               | Rio de Janeiro     |
| Coutinho Cavalcanti        | PTB     | 14.889  | 0,57%      | Recife                | Pernambuco         |
| José Menck                 | PDC     | 14.091  | 0,54%      | Paranapanema          | São Paulo          |
| Salvador Losacco           | PTB     | 10.920  | 0,41%      | São Paulo             | São Paulo          |

## Deputados estaduais eleitos
Estavam em jogo as 91 vagas da Assembleia Legislativa de São Paulo. Foram apurados 2.333.501 votos válidos (86,36%), 321.663 votos em branco (11,91%) e 46.848 votos nulos (1,73%) resultando no comparecimento de 2.702.012 eleitores.

Representação eleita
  PSP: 16
  PDC: 11
  PTN: 10
  UDN: 9
  PSD: 7
  PR: 7
  PSB: 6
  PST: 6
  PTB: 6
  PRT: 6
  PRP: 5
  PL: 2

| Deputados estaduais eleitos | Partido | Votação | Percentual | Cidade onde nasceu    | Unidade federativa |
| Hilário Torloni             | PSP     | 21.123  |            | Cajamar               | São Paulo          |
| Rui de Almeida Barbosa      | PTN     | 18.740  |            | São Simão             | São Paulo          |
| Semir Jorge Resegue         | PSP     | 16.047  |            | Bariri                | São Paulo          |
| Athiê Jorge Coury           | PDC     | 15.362  |            | Itu                   | São Paulo          |
| Altimar Ribeiro de Lima     | PSP     | 14.708  |            | São Paulo             | São Paulo          |
| Alfredo Farhat              | PTN     | 14.461  |            | Lages                 | Santa Catarina     |
| Anacleto Campanella         | PSD     | 14.339  |            | São Caetano do Sul    | São Paulo          |
| Francisco Scalamandre       | PTN     | 13.903  |            | Araraquara            | São Paulo          |
| Camilo Ashcar               | UDN     | 13.829  |            | Ribeirão Preto        | São Paulo          |
| Padre Godinho               | UDN     | 13.527  |            | Carmo da Cachoeira    | Minas Gerais       |
| Farabulini Júnior           | PTN     | 13.515  |            | São Paulo             | São Paulo          |
| Nicola Avallone Junior      | PTN     | 13.436  |            | Bauru                 | São Paulo          |
| Luciano Nogueira Filho      | PSD     | 13.161  |            | Caçapava              | São Paulo          |
| Costábile Romano            | PTN     | 12.864  |            | São Paulo             | São Paulo          |
| Carlos Kerlakian            | PRP     | 12.523  |            | São Paulo             | São Paulo          |
| Bento Dias Gonzaga          | PTN     | 12.340  |            | São Paulo             | São Paulo          |
| Maurício Leite de Moraes    | PTN     | 12.054  |            | Presidente Prudente   | São Paulo          |
| Germinal Feijó              | PSB     | 11.978  |            | São Paulo             | São Paulo          |
| Rui de Melo Junqueira       | PDC     | 11.738  |            | Conquista             | Minas Gerais       |
| Francisco Franco            | PR      | 11.622  |            | Mogi das Cruzes       | São Paulo          |
| Domingos Lot Neto           | PDC     | 11.620  |            | Birigui               | São Paulo          |
| Onofre Sebastião Gesuen     | PSP     | 11.549  |            | Franca                | São Paulo          |
| Eduardo Barnabé             | PSB     | 11.228  |            | Hortolândia           | São Paulo          |
| Bady Bassitt                | PSP     | 11.227  |            | São José do Rio Preto | São Paulo          |
| José de Almeida Prado       | UDN     | 11.085  |            | Jacareí               | São Paulo          |
| João Bravo Caldeira         | PSD     | 11.015  |            | Taubaté               | São Paulo          |
| Fernando Mauro Pires Rocha  | PDC     | 10.997  |            | Belo Horizonte        | Minas Gerais       |
| Conceição da Costa Neves    | PSD     | 10.967  |            | Juiz de Fora          | Minas Gerais       |
| Orlando Zancaner            | PSP     | 10.920  |            | Catiguá               | São Paulo          |
| Mendonça Falcão             | PST     | 10.809  |            | São Paulo             | São Paulo          |
| Antônio Sampaio             | PSP     | 10.807  |            | São Paulo             | São Paulo          |
| Luís Roberto Vidigal        | PSD     | 10.799  |            | Itapeva               | São Paulo          |
| Juvenal Rodrigues de Moraes | PSD     | 10.708  |            | São Paulo             | São Paulo          |
| Manoel Alexandre Filho      | PSP     | 10.629  |            | Catiguá               | São Paulo          |
| Abreu Sodré                 | UDN     | 10.526  |            | São Paulo             | São Paulo          |
| Aloysio Nunes Ferreira      | PDC     | 10.379  |            | São José do Rio Preto | São Paulo          |
| Modesto Guglielmi           | PDC     | 10.268  |            | São José dos Campos   | São Paulo          |
| Américo Marco Antônio       | PSP     | 10.132  |            | Itapevi               | São Paulo          |
| Benedito Realindo Correia   | PSP     | 10.049  |            | Batatais              | São Paulo          |
| Leônidas Camarinha          | PSD     | 9.996   |            | Marília               | São Paulo          |
| Dante Jatauro Perri         | PR      | 9.946   |            | Campo Limpo Paulista  | São Paulo          |
| Arquimedes Lammoglia        | PRP     | 9.113   |            | Salto                 | São Paulo          |
| João Hornos Filho           | PST     | 9.094   |            | Carapicuíba           | São Paulo          |
| Vicente Botta               | PR      | 9.831   |            | São Carlos            | São Paulo          |
| José Felício Castellano     | PDC     | 9.775   |            | Rio Claro             | São Paulo          |
| Araripe Serpa               | PTN     | 9.720   |            | São Paulo             | São Paulo          |
| Sussumu Hirata              | UDN     | 9.514   |            | São Manuel            | São Paulo          |
| Chaves Amarante             | PTN     | 9.456   |            | Rio de Janeiro        | Rio de Janeiro     |
| José Adriano Castelo Branco | PDC     | 9.453   |            | Limeira               | São Paulo          |
| Armindo Mastrocola          | UDN     | 9.423   |            | Tabapuã               | São Paulo          |
| Roberto Cardoso Alves       | PDC     | 9.144   |            | Aparecida             | São Paulo          |
| Mário Teles                 | PL      | 9.124   |            | São Paulo             | São Paulo          |
| Geraldo Antônio Martins     | PSP     | 9.079   |            | Santos                | São Paulo          |
| André Nunes Júnior          | PTB     | 9.054   |            | Sumaré                | São Paulo          |
| Eduardo Vicente Nasser      | PR      | 9.000   |            | Divinolândia          | São Paulo          |
| Francisco Luciano Lepera    | PTB     | 8.865   |            | Ribeirão Preto        | São Paulo          |
| Domingos Leonardo Cervalo   | PRT     | 8.735   |            | Taboão da Serra       | São Paulo          |
| Nagib Chaib                 | PDC     | 8.722   |            | Itaquaquecetuba       | São Paulo          |
| Leônidas Ferreira           | PSB     | 8.510   |            | Piracicaba            | São Paulo          |
| Israel Dias Novaes          | UDN     | 8.434   |            | Avaré                 | São Paulo          |
| Walter Santana Menk         | PSP     | 8.300   |            | Itararé               | São Paulo          |
| Santilli Sobrinho           | PRT     | 8.253   |            | Mineiros do Tietê     | São Paulo          |
| Ciro Albuquerque            | PSP     | 8.118   |            | Brotas                | São Paulo          |
| Jethero de Faria Cardoso    | PSB     | 8.071   |            | Jundiaí               | São Paulo          |
| Jacob Salvador Zveibil      | PR      | 8.046   |            | Mogi das Cruzes       | São Paulo          |
| Solon Borges dos Reis       | PDC     | 8.025   |            | Casa Branca           | São Paulo          |
| Geraldo de Barros           | PSP     | 8.008   |            | São Manuel            | São Paulo          |
| Norberto Mayer Filho        | PSP     | 7.983   |            | São Paulo             | São Paulo          |
| Waldemar Lopes Ferraz       | PSP     | 7.937   |            | Mogi Guaçu            | São Paulo          |
| Miguel Jorge Nicolau        | PTB     | 7.782   |            | São João da Boa Vista | São Paulo          |
| César Arruda Castanho       | UDN     | 7.593   |            | São Paulo             | São Paulo          |
| Rocha Mendes                | PTB     | 7.582   |            | Valinhos              | São Paulo          |
| José Costa                  | UDN     | 7.327   |            | Ribeirão Pires        | São Paulo          |
| Cid Franco                  | PSB     | 7.238   |            | Petrópolis            | Rio de Janeiro     |
| Aníbal Hamam                | PTB     | 7.150   |            | Várzea Paulista       | São Paulo          |
| Leôncio Ferraz Junior       | PR      | 7.129   |            | Vinhedo               | São Paulo          |
| Ângelo Zanini               | PR      | 6.937   |            | Mairiporã             | São Paulo          |
| Osvaldo Gimenez             | PTB     | 6.900   |            | Guaratinguetá         | São Paulo          |
| Murilo Sousa Reis           | PRT     | 6.808   |            | Rio de Janeiro        | Rio de Janeiro     |
| Pedro Pascoal               | PST     | 6.650   |            | Catanduva             | São Paulo          |
| Pedro Carolo                | PST     | 6.591   |            | Pontal                | São Paulo          |
| Henrique Peres              | PSB     | 6.520   |            | Caraguatatuba         | São Paulo          |
| Wilson Lapa                 | PRP     | 6.349   |            | Votorantim            | São Paulo          |
| Ioshifumi Utiyama           | PST     | 6.278   |            | Lins                  | São Paulo          |
| Lavínio Lucchesi            | PRP     | 6.206   |            | São José do Rio Preto | São Paulo          |
| Jairo Azevedo               | PRP     | 6.092   |            | Embu-Guaçu            | São Paulo          |
| Gustavo Martini             | PRT     | 5.829   |            | Jaguariúna            | São Paulo          |
| Augusto do Amaral           | PRT     | 5.524   |            | Rio de Janeiro        | Rio de Janeiro     |
| José Maria Costa Neves      | PST     | 5.358   |            | Santa Isabel          | São Paulo          |
| Antônio Moreira             | PRT     | 4.698   |            | Sorocaba              | São Paulo          |
| Alberto da Silva Azevedo    | PL      | 3.571   |            | Olímpia               | São Paulo          |